# Du weißt, wo du mich findest
Du weißt, wo du mich findest (Originaltitel: When You Reach Me) ist ein Science-Fiction- und Mystery-Roman von Rebecca Stead, der mit der Newbery Medal ausgezeichnet wurde. Er wurde 2009 veröffentlicht.

## Inhalt
Die Geschichte spielt in New York Ende der 1970er Jahre und erzählt das Leben der zwölfjährigen Protagonistin Miranda Sinclair. Sie erhält eine seltsame Notiz, in der sie aufgefordert wird, zukünftige Ereignisse aufzuzeichnen und das Versteck ihres Ersatzschlüssels aufzuschreiben. Im weiteren Verlauf des Romans erhält Miranda drei weitere Zettel mit Aufforderungen. Der Roman enthält drei Handlungsstränge – die Vorbereitung für, und die Teilnahme von Mirandas Mutter an der Spielshow Die 20.000-Dollar-Pyramide (der amerikanischen Fassung von Die Pyramide), Mirandas bester Freund Sal, der plötzlich nicht mehr mit ihr spricht, und das Auftauchen eines lachenden Mannes.

## Hintergründe
Wichtige Themen des Romans sind Unabhängigkeit, Erlösung und Freundschaft. Stead wollte auch die Möglichkeiten aufzeigen, die sie in Zeitreisen sah. Die Autorin hoffte, ihren Kindern zu zeigen, wie New York in ihrer Kindheit aussah, und dass Kinder damals unabhängiger waren.

## Entstehungs- und Veröffentlichungsgeschichte
Inspiriert wurde Du weißt, wo du mich findest von einem Mann, der an Amnesie leidet, sowie von Teilen der Kindheit der Autorin und ihrem Lieblingsbuch Die Zeitfalte. Nachdem sie einen Großteil des Romans fertiggestellt hatte, gab Stead den Entwurf ihrer Lektorin Wendy Lamb, der er gefiel. Sie erweiterten die ursprünglichen Konzepte und veröffentlichten den Roman am 14. Juli 2009 unter Wendy Lamb Books, einem Imprint von Random House.

## Rezeption
Das Buch wurde von den Kritikern gut aufgenommen, die das realistische Setting und den geschickten Umgang der Autorin mit kleinen Details lobten. Der Roman erreichte die Bestsellerlisten der New York Times, der Los Angeles Times und von USA Today. Zusätzlich zur Auszeichnung mit der Newbery Medal 2010 gewann Du weißt, wo du mich findest mehrere Preise als Bestes Buch des Jahres.

## Ausgaben
- Rebecca Stead: When You Reach Me. Wendy Lamb Books, 2009, ISBN 9780385737425
- Rebecca Stead, Alexandra Ernst (Übersetzung): Du weißt, wo du micht findest. Cbj Kinderbücher Verlag, 2011, ISBN 9783570139066